# Monte Carlo (Santa Catarina)
Monte Carlo es un municipio brasileño del estado de Santa Catarina. Tiene una población estimada al 2021 de 9 945 habitantes.

## Historia
Los primeros habitantes del territorio llegaron en el 1850, jesuitas provenientes de España y familias de Campo do Tenente, Paraná. La "Fazenda" era conocida como Espinilho, que era el nombre de la localidad en sus inicios.
Región abundante de bosques, en la década de 1940 legaron las primeras empresas madereras que iniciaron un desarrollo en la región. Esto atrajo más habitantes.
El nombre "Monte Carlo" se origina de la visita del Sr. Carlos Pisani al Principado de Mónaco, en Europa. Su entusiasmo fue tan grande que la población decidió cambiar el nombre de Espinilho a Monte Carlo en su honor.
En 1963, la localidad fue declarada distrito de Campos Novos. Se emancipó como municipio el 26 de septiembre de 1991.